# ستيف كورت
ستيف كورت (بالإنجليزية: Steve Court)‏ هو سياسي أمريكي، ولد في 21 يوليو 1950. حزبياً، نشط في الحزب الجمهوري. وقد انتخب عضو مجلس نواب أريزونا.